# Associatie van kleine blauwkorst
De associatie van kleine blauwkorst (Porpidietum crustulatae) is een associatie uit het blauwkorst-verbond (Porpidion tuberculosae). De associatie omvat epilitische, oligotrafente microvegetatie die wordt gedomineerd door korstvormige korstmossen.

## Naamgeving en codering
| Lecideetum crustulatae Duvign. ex Klem. 1947 |

- Syntaxoncode voor Nederland (rVvN): r50Ca01

De wetenschappelijke naam Porpidietum crustulatae is afgeleid van de botanische naam van kleine blauwkorst (Porpidia crustulata).

## Fysiognomie
Net als de andere gemeenschappen uit het blauwkorst-verbond is de associatie van kleine blauwkorst fysiognomisch gekarakteriseerd door het zeer sterk op de voorgrond treden van vooral grijze korstvormige korstmossen. Opvallend is het (door de donkere apotheciën op lichtgekleurde thalli) spikkelige vegetatieaspect van associatie.
De symmorfologie is zeer eenvoudig. De vegetatiestructuur wordt gevormd door uitsluitend een moslaag met maar een etage van korstvormige korstmossen waarvan het thallus in het substraat is verzonken.

## Ecologie
De ecologie van de associatie kleine blauwkorst is tamelijk bijzonder te noemen. Deze uitgesproken microgemeenschap komt tot ontwikkeling op kleine, lange tijd stilliggende stenen in droge, oligotrofe tot meso-oligotrofe milieus met een relatief lage pH. Het substraat kan zowel in de volle zonlicht als de halfschaduw liggen. Meestal zijn de stenen half in de bodem verzonken. De associatie ontwikkelt zich het best op zure tot zwak zure steen. Doorgaans betreft het grind.

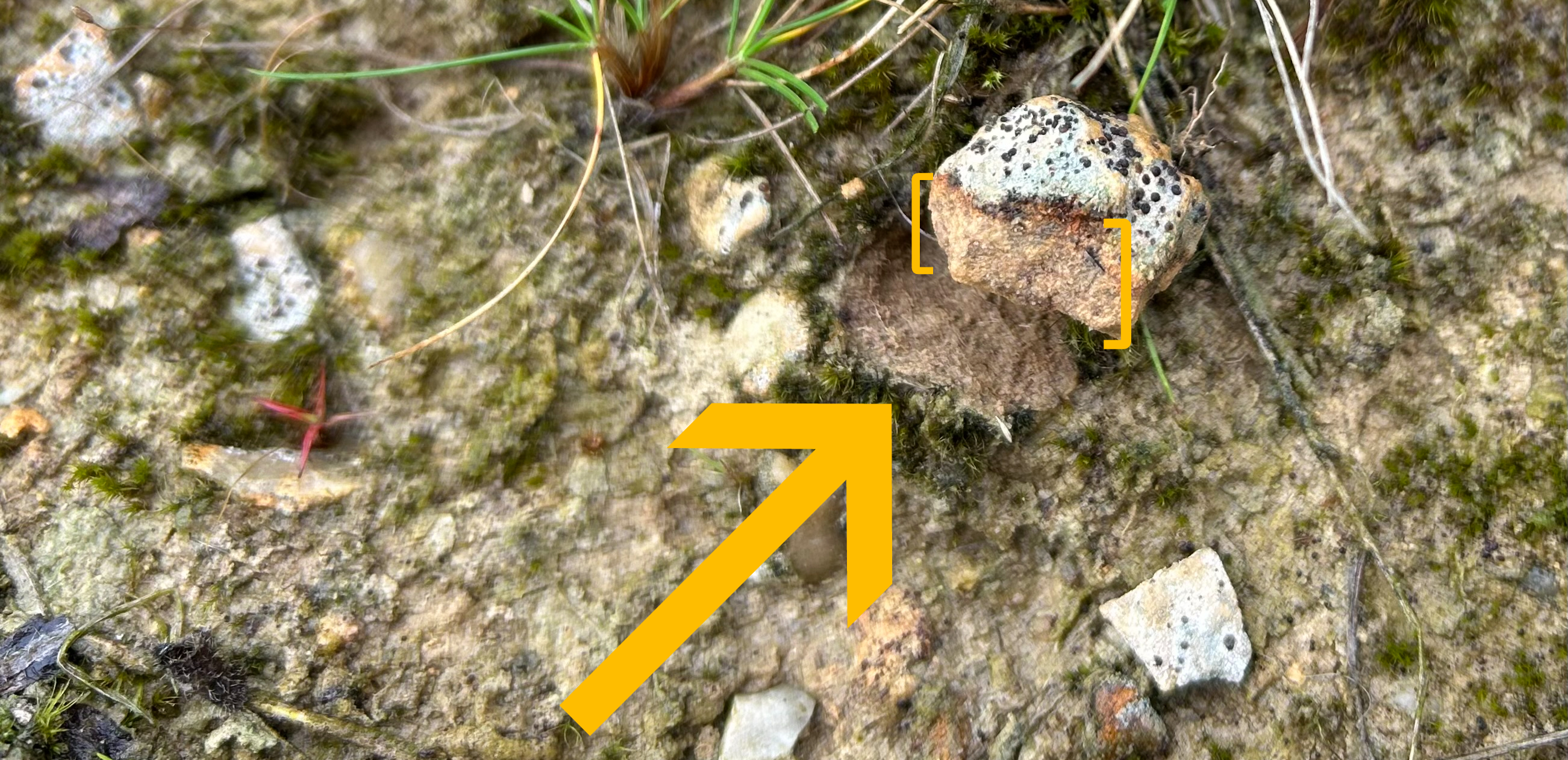
Een kleine omhoog gewipte vuursteen die lange tijd half in de bodem verzonken lag; het steenoppervlak dat ondergronds lag is onbegroeid gebleven.

De associatie ontwikkelt zich vooral op steentjes langs heidepaadjes en op rustige open plekken in heiden. Ook kan het zich ontwikkelen op begraafplaatsen en ballastbedden. Op steilkanten waar vuursteen dagzoomt is de associatie vaak fraai ontwikkeld. Hetzelfde geldt voor (kleine) puinwaaiers waar de stenen lange tijd onbeweeglijk hebben kunnen liggen.

## Vegetatiezonering
In de vegetatiezonering treedt de associatie van kleine blauwkorst vaak op als microgemeenschap die in contact staat met vegetatie uit de klasse van droge heiden, de klasse van heischrale graslanden of de klasse van droge graslanden op zandgrond.
Slechts zelden wordt de associatie aangetroffen in direct contact met struweel- en bosformaties. Het gaat dan om open of ijle plekken in vegetatie uit de klasse van brem- en gaspeldoornstruwelen, de klasse van naaldbossen of de klasse van eiken- en beukenbossen op voedselarme grond.

## Verspreiding
Het exacte verspreidingsgebied van deze associatie op Aarde is (nog) niet bekend.
In Nederland komt de associatie van kleine blauwkorst hoofdzakelijk voor op de hogere zandgronden in de noordelijke helft van het land, waar zij vrij algemeen is. De gemeenschap kent een duidelijk zwaartepunt op en langs de stuwwallen.

## Fotogalerij

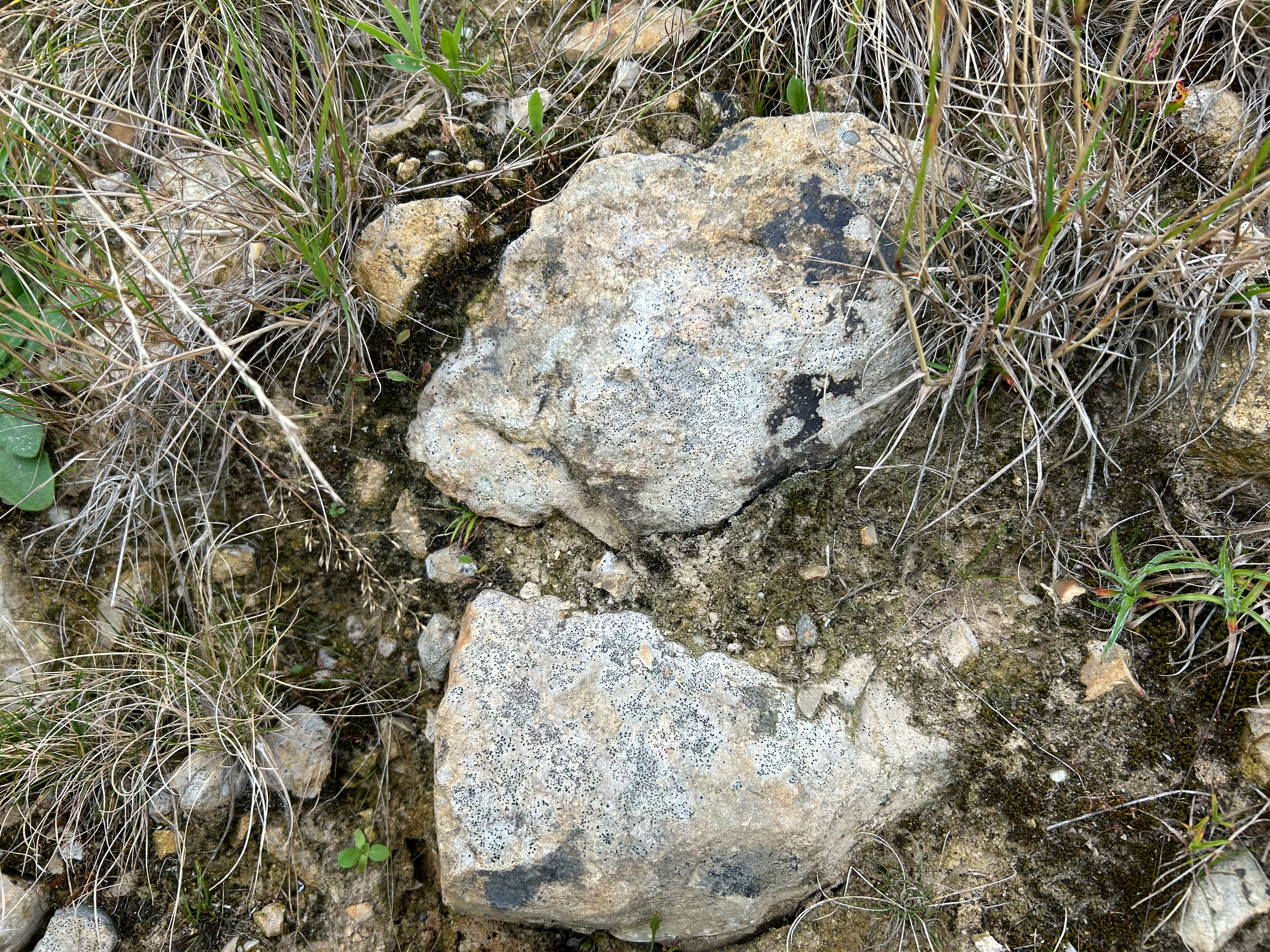
De associatie op dagzomende vuursteen in een kleine steilkant